# ディック・チェイニー
ディック・チェイニー（英語: Dick Cheney）、本名リチャード・ブルース・チェイニー（Richard Bruce Cheney、1941年1月30日 - ）は、アメリカ合衆国の政治家、実業家。アメリカ合衆国第46代副大統領（在任: 2001年1月20日 - 2009年1月20日）。ワイオミング州選出連邦下院議員、第17代国防長官を歴任した。

## 来歴・人物
1941年1月30日にネブラスカ州リンカーンに誕生し、ワイオミング州のキャスパーで育った。父と母は農務省に勤務しており、熱烈なニューディーラーだった。イェール大学に数学期在籍したが中退し、その後、ワイオミング大学に編入学して政治学を専攻し、そして卒業して学士号を取得した。1966年にワイオミング大学大学院政治学専攻修士課程を修了し、政治学修士号を取得した。更にウィスコンシン大学大学院博士課程に移り、同大学大学院博士課程政治学専攻時代に当時のウィスコンシン州のウォーレン・ノールス州知事のスタッフを務める。これがチェイニーが政界との接点を持つきっかけとなる。
この間の1969年にチェイニーは合衆国政府の機会均等局（the Office of Economic Opportunity）で勤務していた。この時の上司である局長は後に自身が副大統領となった時の国防長官を務めていたドナルド・ラムズフェルドだった。

### 首席補佐官
リチャード・ニクソン政権では大統領次席法律顧問を務め、ニクソンがウォーターゲート事件により辞任した後はジェラルド・フォード政権で史上最年少の34歳で大統領首席補佐官となる。

### 連邦下院議員
フォード政権が終了した後は地元のワイオミング州から下院選挙への出馬を決意。1978年の選挙では難しいとされながら当選を果たし、1989年まで6期務める。1981年には当選2回ながら首席補佐官時代の調整・政策立案能力を買われてナンバー4の下院・政策委員長に就任し、イラン・コントラ事件の事態収拾に尽力した。人種隔離政策を推進していた南アフリカのピーター・ウィレム・ボータ政権には宥和的で、1986年の同国に対する制裁法案には反対票を投じている。1989年には共和党の下院院内幹事を務めていたトレント・ロットの上院鞍替えに伴い院内幹事に就任。将来の院内総務・共和党の過半数奪回後の下院議長は確実と見られていた。

### 国防長官
ロナルド・レーガンの後継となったジョージ・H・W・ブッシュは国防長官に当初ジョン・タワー元上院議員を指名していた。しかしながら、その後タワーに女性・飲酒問題が浮上し議会で同人事案が否決された。当時は民主党が上下両院で過半数を占めていたため、調整能力のあるチェイニーが代わって浮上。1989年3月に正式に第17代アメリカ合衆国国防長官に就任する。1990年8月にイラクのクウェート侵攻（クウェートをイラクの19番目の県として併合）が行われると、イラク軍のクウェートからの撃退の為、隣国のサウジアラビアとの関係強化を図り、アメリカ中央軍・第3軍の駐留に合意。翌年1月の湾岸戦争をノーマン・シュワルツコフ、コリン・パウエルらと主導した。

### ハリバートン
1995年から2000年までハリバートン社の経営にもCEOとして参加していた。ハリバートンは世界最大の石油掘削機の販売会社であり、イラク戦争後のイラクの復興支援事業やアメリカ軍関連の各種サービスも提供していることから、湾岸戦争とイラク戦争で巨額な利益を得た。なおチェイニーはこの会社の最大の個人株主でもある。

### ジョージ・W・ブッシュ政権

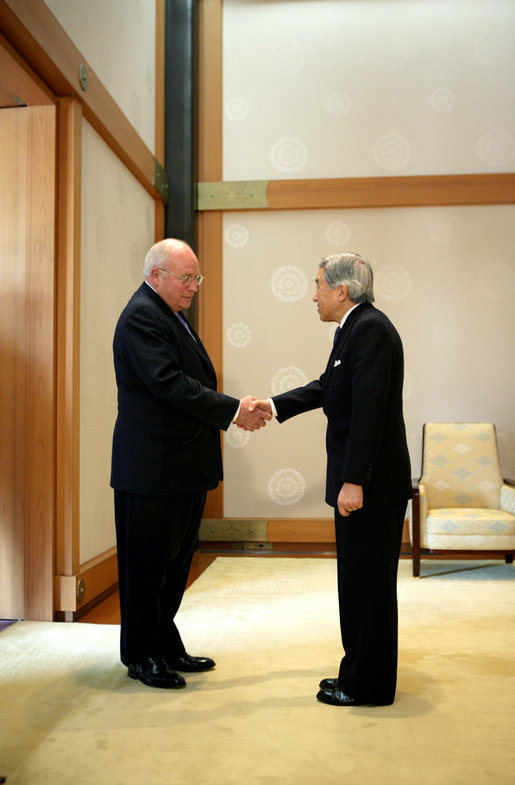
皇居にて明仁天皇と (2007年2月21日)

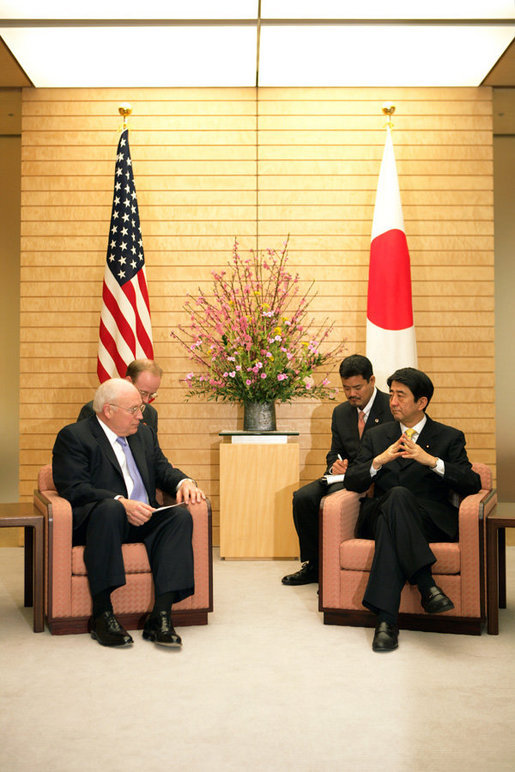
総理大臣官邸にて安倍晋三首相と (2007年2月21日)

2000年アメリカ合衆国大統領選挙前に当時テキサス州知事であったジョージ・W・ブッシュから副大統領候補を検討する委員長に任じられるも、自らを推薦して次期副大統領となり、政権移行チームでも責任者となって閣僚人事を掌握した。同年の大統領選挙の討論会では論争に強くないブッシュがアル・ゴアを前に劣勢を強いられたが、チェイニーは反対にケンタッキー州で行われた10月の討論会でジョー・リーバーマン上院議員を論破。また、同選挙戦の際にユーゴスラビアではブルドーザー革命が勃発し、スロボダン・ミロシェビッチ政権が崩壊に至ったが、ブッシュ・チェイニーは両名ともアメリカは基本的に静観の構えを採るべきであり、影響力を有するロシアの仲介を重視すべきだとしており、後の介入主義的な姿勢は見せなかった。
2001年1月20日のジョージ・W・ブッシュ大統領の就任により、第46代アメリカ合衆国副大統領となる。アメリカ同時多発テロ事件直後は政府存続計画を実行して大統領危機管理センターなどの政府施設に避難し、アメリカ史上初とされる「影の政府」を組織した。小泉純一郎首相との会談をこなし、フロリダ州立大学の卒業式に参加したりと多忙な日々を送る。フォード、ジョージ・W・ブッシュ両政権で国防長官であったドナルド・ラムズフェルドと30年以上もの師弟関係にある。

2005年10月から側近中の側近である副大統領首席補佐官兼大統領補佐官のルイス・リビーがイラク戦争に批判的だったジョゼフ・ウィルソンの妻であるヴァレリー・プレイムが中央情報局（CIA）工作員であると身元を漏洩したとしてアメリカの連邦大陪審が起訴し、更に副大統領も情報漏洩に関与されている疑いが持たれている。
2007年2月20日に訪日し、当時の首相である安倍晋三首相・麻生太郎外相と会談した（当時第1次安倍内閣）。外交・国防政策に関して意見を交わすが、久間章生防衛大臣との会談は行わず、在日アメリカ軍横須賀海軍施設で自衛官（制服組）トップの齋藤隆統合幕僚長を始めとする自衛官幹部と会談した。自衛隊は「日程の都合」と説明した。また、横須賀港では空母キティホークにアメリカ軍の兵士を集め、「アメリカ国民は（イラクからの）撤退を支持しない」と演説した。また、ジャーナリストの青木直人や須田慎一郎の取材によると、同会談の際、チェイニーは拉致問題に対する落とし所（つまりは、同問題の解明・解決と核開発の放棄を包括的に解決すべきとする日本政府の政策転換を要求したもの）を安倍に迫ったという。しかし北朝鮮は2009年5月25日に2度目の実験を実施した。
時折心臓発作で入院することもあるが、精力的に活動する。そのため在任中は「史上最強の副大統領」と呼ばれ、あるいはカール・ローヴとともに「影の大統領」ともあだ名された。チェイニーは就任当初から自らの大統領への野心を否定し続けてきたが、そのことによりブッシュの篤い信頼を勝ち得て、政権内で絶対的なナンバー2の地位を維持し続けた。また万が一の時に備えて自らのペースメーカーにもテロ対策を施していた。
一方で民主党への政権交代が決定した後の2008年12月、CNNが行った世論調査によればチェイニーが副大統領としての能力に劣っているとの回答が41パーセントを占めた他、「史上最悪の副大統領」だとする意見が23パーセントに上った。
2009年7月に極秘の対テロ作戦実行を、議会には隠すようCIAに指示していた事が発覚。

### 政治姿勢
アメリカ新世紀プロジェクトのメンバーで、ブッシュ政権内では「ネオコン政治家の要石の1人」であり、湾岸戦争時にはフセイン政権転覆に反対していたことなどからネオコン第1世代のように左派からの転向ではなくて保守からの転向と評される。アメリカ同時多発テロ以降ブッシュ政権の強硬な武断政策は、チェイニーの意見が大きく働いているとされる。イラク戦争については開戦前にアルカーイダとフセイン政権との関連性を示す発言を行い、「証拠もある」としていたが、開戦から5年以上経た現在でも明確な証拠は提示されていない。
バラク・オバマ大統領の外交方針については、度々オバマが「戦争を終わらせつつある」と語りながら、実際には2014年6月にイスラム教スンニ派の武装組織であるイラクとシャームのイスラーム国がイラクの首都であるバグダッドに迫っていることなどを挙げ、「オバマ大統領は過去に背き、自由を浪費した男として名前を残そうとしている」と批判している。
2021年1月3日にはバイデン政権への移行を妨害するドナルド・トランプ大統領の試みに国防総省や軍の高官が一切協力しないよう呼びかけるマーク・エスパー、ジェームズ・マティス、レオン・パネッタ、ドナルド・ラムズフェルド、ウィリアム・コーエン、チャック・ヘーゲル、ロバート・ゲーツ、ウィリアム・ペリー、アシュトン・カーターら歴代国防長官10人の共同声明に名を連ねた。
2024年大統領選挙では、娘のリズと共に同じ共和党のトランプではなく、民主党のカマラ・ハリスを支持すると表明した。

## 持病
チェイニーは37歳の頃から心臓病の持病があり、副大統領在任中までに5回もの心臓発作を起こしており、1988年にはバイパス手術を受けた経緯がある。2010年6月にワシントンD.Cの病院で冠動脈疾患の治療を受け、同年7月にバージニア州内の病院で心臓に補助ポンプを埋め込む手術を受けた。経過は良好で8月の第1週に退院した。

## 家族
- 高校時代からの恋人だったリン・アン・ヴィンセントと結婚し、リズ・チェイニーとメアリー・チェイニーの2人の娘と6人の孫がいる。
- 妻のリン・チェイニーは公職である全米人文科学基金会長を務めた。
- 長女のリズ（エリザベス）は2017年から連邦下院議員となり、父と同じネオコン系共和党政治家として活動している。また、2019年からは下院共和党ナンバー3の下院共和党会議議長に就任しており、2021年にはトランプ大統領の弾劾に賛成票を投じたことから、反トランプ系議員の1人として見られている[25]。
- 次女のメアリーは同性愛者（レズビアン）であることをカミングアウトしており、イラクの反戦運動にも参加した。なお共和党は道徳価値として反同性愛を掲げているが、ブッシュは副大統領候補指名に際してこの件を特に問題とはしなかった。メアリーは2007年と2009年に人工授精で第2子を出産し、女性のライフパートナー（伴侶）であるヘザー・ポーと育てている。

## その他
- 1パーセントの可能性でもテロは対策すべきとの発言はワン・パーセント・ドクトリン（英語版）、チェイニー・ドクトリンと呼ばれている。
- 若い頃、飲酒運転による逮捕歴がある。ブッシュも同じ容疑での逮捕歴があることから、正副大統領で飲酒運転による逮捕歴があることになる。
- 保守タカ派の1人として知られるが、兵役を留学や結婚を理由に何度も拒否しているため、チキンホークの1人として非難されることがある。
- 妻のリン・チェイニーが以前から歌手のエミネムを非難していたことから、近年はエミネムがチェイニーの妻と共にディック・チェイニーを非難する曲を発表している。
- 2006年2月11日には狩猟中に友人の弁護士を散弾銃で誤射して顔・肩・胸に重傷を負わせる事故(狩猟誤射事故（英語版）)を起こした。この事故に関してマスメディアに情報が漏れるまで公表しなかった。そして何故か、これに関して謝罪をしたのは被害者である弁護士本人であった。なおこの時チェイニーは酩酊状態であったと報道されている。このニュースは、全米で瞬く間にジョークのネタとなり、ブッシュ大統領も「どんな厳しい前途があったとしても、私はレームダック（死に体）にはならないよ。チェイニー副大統領に足を撃たれない限りね」とジョークを飛ばした。
- 口癖は『Fuck』やそれに類する表現であり、議会で激高して叫んだ姿がテレビ中継にものったことがある。
- 2013年6月17日に行われたイギリス紙のガーディアンのネットフォーラムで、エドワード・スノーデンはオバマを批判する一方で、自分を裏切り者と呼んだチェイニーについては激しい言葉は使わず、「ディック・チェイニーに裏切り者と呼ばれるのはアメリカ国民にとって最高の名誉だ」と書いた。
- 2009年1月20日に行われたバラク・オバマの第44代アメリカ合衆国大統領就任式へは、車椅子に乗って出席した。これは前日の1月19日に新居への引っ越し作業を行っていた際に背中を痛めてしまったことが原因である。
- 2018年秋の叙勲で旭日大綬章を受章した[26]。
- 通称はディック・チェイニー[27]。ウェールズ系アメリカ人でメソジスト。趣味は狩猟と釣りである。

## 関連文献
- 『策謀家チェイニー 副大統領が創った「ブッシュのアメリカ」』
バートン・ゲルマン／加藤祐子訳、朝日新聞出版〈朝日選書〉、2010年10月
著者は『ワシントン・ポスト』紙記者で外交、中東、ペンタゴン（国防総省）などを担当した。本書の元の連載（ジョー・ベッカー記者と共同担当）でピュリツァー賞を受賞している。